# Milan Vukotić
Milan Vukotić, in montenegrino Милан Вукотић (Podgorica, 5 ottobre 2002), è un calciatore montenegrino, centrocampista del Partizan e della nazionale montenegrina.

## Carriera

### Club
Cresciuto nel settore giovanile del Budućnost, nel 2019 è stato ceduto in prestito all'Iskra Danilovgrad dove ha debuttato tra i professionisti il 3 agosto nell'incontro di prima divisione montenegrina vinto 3-1 contro il Grbalj. Rientrato a Podgorica, ha debuttato con il Budućnost il 14 agosto nella partita persa 2-0 contro il Dečić, ma il 5 ottobre è stato ceduto alla Dinamo Zagabria che lo ha assegnato alla propria seconda squadra, militante nella seconda divisione croata.
Nell'agosto del 2022 è stato ceduto in prestito nella prima divisione slovena al Tabor Sežana, ma a causa dello scarso minutaggio nel mercato di gennaio del 2023 ha cambiato squadra firmando con lo Zrinjski Mostar (club della prima divisione bosniaca) fino a giugno. Nell'estate del 2023 ha fatto ritorno, a titolo definitivo, al Budućnost dove si è fin da subito stabilito come titolare.
L'8 gennaio 2025 è stato acquistato dal Partizan, club della prima divisione serba.

### Nazionale
Ha giocato con le nazionali giovanili monenegrine Under-17, Under-19 ed Under-21.
Ha debuttato con la nazionale maggiore l'11 ottobre 2024 nell'incontro di UEFA Nations League perso 1-0 contro la Turchia.

## Statistiche

### Presenze e reti nei club
Statistiche aggiornate al 6 giugno 2025.
| Stagione                  | Squadra                   | Campionato                | Campionato | Campionato | Coppe nazionali | Coppe nazionali | Coppe nazionali | Coppe continentali | Coppe continentali | Coppe continentali | Altre coppe | Altre coppe | Altre coppe | Totale | Totale | Totale |
| Stagione                  | Squadra                   | Comp                      | Pres       | Reti       | Comp            | Pres            | Reti            | Comp               | Pres               | Reti               | Comp        | Pres        | Reti        | Pres   | Reti   |        |
| ------------------------- | ------------------------- | ------------------------- | ---------- | ---------- | --------------- | --------------- | --------------- | ------------------ | ------------------ | ------------------ | ----------- | ----------- | ----------- | ------ | ------ | ------ |
| 2019-2020                 | Iskra Danilovgrad         | 1L                        | 22         | 2          | CM              | 2               | 0               | -                  | -                  | -                  | -           | -           | -           | 24     | 2      |        |
| ago.-ott. 2020            | Budućnost                 | 1L                        | 1          | 0          | CM              | 0               | 0               | UCL                | 0                  | 0                  | -           | -           | -           | 1      | 0      |        |
| ott.2020-2021             | Dinamo Zagabria II        | 2.HNL                     | 16         | 1          | -               | -               | -               | -                  | -                  | -                  | -           | -           | -           | 16     | 1      |        |
| 2021-2022                 | Dinamo Zagabria II        | 2.HNL                     | 19         | 2          | -               | -               | -               | -                  | -                  | -                  | -           | -           | -           | 19     | 2      |        |
| Totale Dinamo Zagabria II | Totale Dinamo Zagabria II | Totale Dinamo Zagabria II | 35         | 3          |                 | -               | -               |                    | -                  | -                  |             | -           | -           | 35     | 3      |        |
| 2022-gen. 2023            | Tabor Sežana              | 1.SNL                     | 5          | 0          | CS              | 1               | 0               | -                  | -                  | -                  | -           | -           | -           | 6      | 0      |        |
| gen.-giu. 2023            | Zrinjski Mostar           | PL                        | 4          | 0          | CB              | 3               | 1               | -                  | -                  | -                  | -           | -           | -           | 7      | 1      |        |
| 2023-2024                 | Budućnost                 | 1L                        | 31         | 4          | CM              | 5               | 1               | -                  | -                  | -                  | -           | -           | -           | 36     | 5      |        |
| 2024-gen. 2025            | Budućnost                 | 1L                        | 18         | 9          | CM              | 0               | 0               | UECL               | 4                  | 0                  | -           | -           | -           | 22     | 9      |        |
| Totale Buducnost          | Totale Buducnost          | Totale Buducnost          | 50         | 13         |                 | 5               | 1               |                    | 4                  | 0                  |             | -           | -           | 59     | 13     |        |
| gen.-giu. 2025            | Partizan                  | SL                        | 16         | 3          | CS              | 1               | 1               | -                  | -                  | -                  | -           | -           | -           | 17     | 4      |        |
| Totale carriera           | Totale carriera           | Totale carriera           | 71         | 8          |                 | 6               | 0               |                    | 4                  | 0                  |             | -           | -           | 81     | 8      |        |

### Cronologia presenze e reti in nazionale
| Cronologia completa delle presenze e delle reti in nazionale ― Montenegro | Cronologia completa delle presenze e delle reti in nazionale ― Montenegro | Cronologia completa delle presenze e delle reti in nazionale ― Montenegro | Cronologia completa delle presenze e delle reti in nazionale ― Montenegro | Cronologia completa delle presenze e delle reti in nazionale ― Montenegro | Cronologia completa delle presenze e delle reti in nazionale ― Montenegro | Cronologia completa delle presenze e delle reti in nazionale ― Montenegro | Cronologia completa delle presenze e delle reti in nazionale ― Montenegro |
| Data                                                                      | Città                                                                     | In casa                                                                   | Risultato                                                                 | Ospiti                                                                    | Competizione                                                              | Reti                                                                      | Note                                                                      |
| ------------------------------------------------------------------------- | ------------------------------------------------------------------------- | ------------------------------------------------------------------------- | ------------------------------------------------------------------------- | ------------------------------------------------------------------------- | ------------------------------------------------------------------------- | ------------------------------------------------------------------------- | ------------------------------------------------------------------------- |
| 11-10-2024                                                                | Samsun                                                                    | Turchia                                                                   | 1 – 3                                                                     | Montenegro                                                                | Qual. Mondiali 2026                                                       | -                                                                         | 90+1’                                                                     |
| 19-11-2024                                                                | Bijelo Polje                                                              | Montenegro                                                                | 1 – 3                                                                     | Turchia                                                                   | Qual. Mondiali 2026                                                       | -                                                                         | 69’                                                                       |
| 22-3-2025                                                                 | Bijelo Polje                                                              | Montenegro                                                                | 1 – 3                                                                     | Gibilterra                                                                | UEFA Nations League 2024-2025                                             | -                                                                         | 76’                                                                       |
| 25-3-2025                                                                 | Podgorica                                                                 | Montenegro                                                                | 1 – 3                                                                     | Fær Øer                                                                   | UEFA Nations League 2024-2025                                             | -                                                                         | 46’                                                                       |
| 6-6-2025                                                                  | Plzen                                                                     | Rep. Ceca                                                                 | 2 – 0                                                                     | Montenegro                                                                | Qual. Mondiali 2026                                                       | -                                                                         | 62’                                                                       |
| Totale                                                                    |                                                                           | Presenze                                                                  | 5                                                                         |                                                                           | Reti                                                                      | 0                                                                         |                                                                           |

## Palmarès

### Club

#### Competizioni nazionali
- Campionato bosniaco: 1

Zrinjski Mostar: 2022-2023
- Coppa di Bosnia: 1

Zrinjski Mostar: 2022-2023